# Partecipanti al Giro d'Italia 1995
Elenco dei partecipanti al Giro d'Italia 1995.
Il Giro d'Italia 1995 fu la settantottesima edizione della corsa. Alla competizione presero parte 22 squadre, ciascuna delle quali composta da nove corridori, per un totale di 198 ciclisti. La corsa partì il 13 maggio da Perugia e terminò il 4 giugno a Milano; in quest'ultima località portarono a termine la competizione 122 corridori. 

## Corridori per squadra
Nota: R ritirato, NP non partito, FT fuori tempo, SQ squalificato.
| Gewiss-Ballan         | Gewiss-Ballan             | Gewiss-Ballan         | Refin-Cantina Tollo     | Refin-Cantina Tollo      | Refin-Cantina Tollo     | ONCE                    | ONCE                     | ONCE                    |
| --------------------- | ------------------------- | --------------------- | ----------------------- | ------------------------ | ----------------------- | ----------------------- | ------------------------ | ----------------------- |
| 1                     | Evgenij Berzin            | 2º                    | 81                      | Heinz Imboden            | 8º                      | 161                     | Erik Breukink            | 59º                     |
| 2                     | Vladislav Bobrik          | 28º                   | 82                      | Felice Puttini           | 50º                     | 162                     | Luis María Díaz de Otazu | 96º                     |
| 3                     | Giorgio Furlan            | 34º                   | 83                      | Frank Van Den Abeele     | 121º                    | 163                     | Marcelino García Alonso  | 55º                     |
| 4                     | Pëtr Ugrjumov             | 3º                    | 84                      | Rodolfo Massi            | 48º                     | 164                     | Santos Hernández         | R 19ª                   |
| 5                     | Bruno Cenghialta          | 11º                   | 85                      | Stefano Giraldi          | R 16ª                   | 165                     | Patrick Jonker           | 44º                     |
| 6                     | Mauro Antonio Santaromita | 86º                   | 86                      | Leonardo Piepoli         | R 14ª                   | 166                     | Alberto Leanizbarrutia   | R 15ª                   |
| 7                     | Alberto Volpi             | 45º                   | 87                      | Roberto Pelliconi        | 122º                    | 167                     | Joan Llaneras            | R 14ª                   |
| 8                     | Nicola Minali             | R 15ª                 | 88                      | Andreas Kappes           | 106º                    | 168                     | Oliverio Rincón          | 5º                      |
| 9                     | Francesco Frattini        | 29º                   | 89                      | Johan Capiot             | R 14ª                   | 169                     | Roberto Sierra           | 79º                     |
| Aki-Gipiemme          | Aki-Gipiemme              | Aki-Gipiemme          | Festina-Lotus           | Festina-Lotus            | Festina-Lotus           | Sicasal-Acral           | Sicasal-Acral            | Sicasal-Acral           |
| 11                    | Dmitrij Konyšev           | R 14ª                 | 91                      | Laurent Dufaux           | 43º                     | 171                     | Manuel Abreu             | R 14ª                   |
| 12                    | Zenon Jaskuła             | 38º                   | 92                      | Pascal Hervé             | 25º                     | 172                     | Michael Andersson        | R 11ª                   |
| 13                    | Gilberto Simoni           | NP 13ª                | 93                      | Stephen Hodge            | 85º                     | 173                     | Dariusz Bigos            | 113º                    |
| 14                    | Andrej Teterjuk           | 24º                   | 94                      | Roberto Torres           | R 11ª                   | 174                     | Joaquim Gomes            | 83º                     |
| 15                    | Mauro Bettin              | 84º                   | 95                      | Francisque Teyssier      | R 9ª                    | 175                     | Carlos Pinho             | NP 15ª                  |
| 16                    | Giuseppe Citterio         | 107º                  | 96                      | Jean-Jacques Henry       | 117º                    | 176                     | Karol Rychlik            | FT 3ª                   |
| 17                    | Roberto dal Sie           | 88º                   | 97                      | Fabian Jeker             | R 14ª                   | 177                     | Quintino Rodrigues       | 41º                     |
| 18                    | Stefano Zanatta           | 104º                  | 98                      | Juan Rodrigo Arenas      | 76º                     | 178                     | Pedro Silva              | R 20ª                   |
| 19                    | Denis Zanette             | 71º                   | 99                      | Bruno Boscardin          | R 19ª                   | 179                     | Serafim Vieira           | 91º                     |
| Amore & Vita-Galatron | Amore & Vita-Galatron     | Amore & Vita-Galatron | Kelme-Sureña            | Kelme-Sureña             | Kelme-Sureña            | Polti-Granarolo-Santini | Polti-Granarolo-Santini  | Polti-Granarolo-Santini |
| 21                    | Simone Borgheresi         | R 20ª                 | 101                     | Laudelino Cubino         | 40º                     | 181                     | Dirk Baldinger           | NP 13ª                  |
| 22                    | Davide Dall'Olio          | 109º                  | 102                     | Ignacio García Camacho   | 70º                     | 182                     | Éric Boyer               | 69º                     |
| 23                    | Alessio Di Basco          | R 1ª                  | 103                     | José Rodríguez García    | R 19ª                   | 183                     | Giovanni Fidanza         | 94º                     |
| 24                    | Antonio Fanelli           | R 9ª                  | 104                     | Hernán Buenahora         | 18º                     | 184                     | Daisuke Imanaka          | R 14ª                   |
| 25                    | Riccardo Forconi          | 110º                  | 105                     | Ángel Yesid Camargo      | 78º                     | 185                     | Giovanni Lombardi        | 114º                    |
| 26                    | Michel Lafis              | 23º                   | 106                     | Federico Muñoz           | R 19ª                   | 186                     | Serhij Ušakov            | 73º                     |
| 27                    | Maurizio Molinari         | 68º                   | 107                     | José Jaime González      | 52º                     | 187                     | Oscar Pellicioli         | NP 11ª                  |
| 28                    | Sandro Giacomelli         | R 5ª                  | 108                     | Julio César Aguirre      | FT 10ª                  | 188                     | Mario Scirea             | 102º                    |
| 29                    | Marco Villa               | 118º                  | 109                     | Martín Farfán            | 49º                     | 189                     | Georg Totschnig          | 9º                      |
| Banesto               | Banesto                   | Banesto               | Lampre-Panaria          | Lampre-Panaria           | Lampre-Panaria          | Team Deutsche Telekom   | Team Deutsche Telekom    | Team Deutsche Telekom   |
| 31                    | José Luis Arrieta         | 64º                   | 111                     | Maurizio Fondriest       | FT 16ª                  | 191                     | Udo Bölts                | 46º                     |
| 32                    | Thomas Davy               | 33º                   | 112                     | Wladimir Belli           | R 8ª                    | 192                     | Christian Henn           | 116º                    |
| 33                    | Andrew Hampsten           | 58º                   | 113                     | Davide Bramati           | 112º                    | 193                     | Jens Heppner             | R 15ª                   |
| 34                    | Stéphane Heulot           | R 15ª                 | 114                     | Roberto Conti            | 89º                     | 194                     | Kai Hundertmarck         | 74º                     |
| 35                    | Prudencio Indurain        | 97º                   | 115                     | Gianni Faresin           | 42º                     | 195                     | Mario Kummer             | 105º                    |
| 36                    | José María Jiménez        | 26º                   | 116                     | Ján Svorada              | R 16ª                   | 196                     | Volodymyr Pulnikov       | 14º                     |
| 37                    | Oscar López Uriarte       | 51º                   | 117                     | Zbigniew Spruch          | R 8ª                    | 197                     | Heinrich Trumheller      | 93º                     |
| 38                    | Jesús Montoya             | 27º                   | 118                     | Pavel Tonkov             | 6º                      | 198                     | Steffen Wesemann         | R 11ª                   |
| 39                    | Erwin Nijboer             | 103º                  | 119                     | Marco Zen                | NP 8ª                   | 199                     | Jürgen Werner            | 115º                    |
| Brescialat-Fago       | Brescialat-Fago           | Brescialat-Fago       | MG Maglificio-Technogym | MG Maglificio-Technogym  | MG Maglificio-Technogym | TVM-Polis Direct        | TVM-Polis Direct         | TVM-Polis Direct        |
| 41                    | Massimo Podenzana         | NP 14ª                | 121                     | Fabio Baldato            | R 3ª                    | 201                     | Lars Kristian Johnsen    | 101º                    |
| 42                    | Paolo Lanfranchi          | 15º                   | 122                     | Alberto Elli             | 30º                     | 202                     | Jim Van de Laer          | R 14ª                   |
| 43                    | Mario Manzoni             | 108º                  | 123                     | Nicola Loda              | 90º                     | 203                     | Roland Meier             | R 16ª                   |
| 44                    | Fabrizio Bontempi         | 87º                   | 124                     | Davide Rebellin          | 22º                     | 204                     | Peter Meinert Nielsen    | NP 12ª                  |
| 45                    | Filippo Casagrande        | R 8ª                  | 125                     | Pascal Richard           | 13º                     | 205                     | Peter Van Petegem        | R 15ª                   |
| 46                    | Luca Gelfi                | 80º                   | 126                     | Marco Saligari           | 67º                     | 206                     | Steven Rooks             | R 8ª                    |
| 47                    | Giancarlo Perini          | 63º                   | 127                     | Luca Scinto              | R 14ª                   | 207                     | Jesper Skibby            | R 5ª                    |
| 48                    | Mariano Piccoli           | 20º                   | 128                     | Rolf Sørensen            | 61º                     | 208                     | Bart Voskamp             | 99º                     |
| 49                    | Omar Pumar                | 39º                   | 129                     | Franco Vona              | 54º                     | 209                     | Bo Hamburger             | 95º                     |
| Carrera-Tassoni       | Carrera-Tassoni           | Carrera-Tassoni       | Mapei-GB                | Mapei-GB                 | Mapei-GB                | ZG Mobili-Selle Italia  | ZG Mobili-Selle Italia   | ZG Mobili-Selle Italia  |
| 51                    | Claudio Chiappucci        | 4º                    | 131                     | Andrea Chiurato          | FT 1ª                   | 211                     | Stefano Cattai           | 17º                     |
| 52                    | Nicola Miceli             | R 14ª                 | 132                     | Miguel Ángel Peña        | 72º                     | 212                     | Andrea Ferrigato         | R 3ª                    |
| 53                    | Enrico Zaina              | 7º                    | 133                     | Arsenio González         | 21º                     | 213                     | Fabiano Fontanelli       | R 7ª                    |
| 54                    | Marcello Siboni           | 57º                   | 134                     | Francisco Javier Mauleón | 19º                     | 214                     | Carlo Finco              | 62º                     |
| 55                    | Stefano Checchin          | NP 13ª                | 135                     | Daniele Nardello         | 53º                     | 215                     | Massimo Ghirotto         | 56º                     |
| 56                    | Mario Chiesa              | 81º                   | 136                     | Andrea Noè               | 36º                     | 216                     | Roberto Menegotto        | 60º                     |
| 57                    | Mario Mantovan            | R 9ª                  | 137                     | Tony Rominger            | 1º                      | 217                     | Raul Montaña             | R 8ª                    |
| 58                    | Alessandro Bertolini      | R 8ª                  | 138                     | Andrea Tafi              | 35º                     | 218                     | Roberto Pagnin           | 120º                    |
| 59                    | Sergio Barbero            | 75º                   | 139                     | Jon Unzaga               | 37º                     | 219                     | Nelson Rodríguez         | 16º                     |
| Castellblanch         | Castellblanch             | Castellblanch         | Mercatone Uno-Saeco     | Mercatone Uno-Saeco      | Mercatone Uno-Saeco     |                         |                          |                         |
| 61                    | Eleuterio Anguita         | 98º                   | 141                     | Mario Cipollini          | R 13ª                   |                         |                          |                         |
| 62                    | Francisco Cerezo          | 119º                  | 142                     | Francesco Casagrande     | 10º                     |                         |                          |                         |
| 63                    | Antonio Miguel Díaz       | NP 8ª                 | 143                     | Massimiliano Lelli       | R 14ª                   |                         |                          |                         |
| 64                    | Carlos Galarreta          | 100º                  | 144                     | Massimo Donati           | NP 13ª                  |                         |                          |                         |
| 65                    | Alfredo Irusta            | R 13ª                 | 145                     | Silvio Martinello        | 92º                     |                         |                          |                         |
| 66                    | Carlos Maya               | FT 6ª                 | 146                     | Roberto Petito           | R 5ª                    |                         |                          |                         |
| 67                    | Germán Nieto              | FT 10ª                | 147                     | Paolo Fornaciari         | R 8ª                    |                         |                          |                         |
| 68                    | José Manuel Uría          | R 16ª                 | 148                     | Angelo Canzonieri        | R 15ª                   |                         |                          |                         |
| 69                    | Juan Carlos Vicario       | 65º                   | 149                     | Giuseppe Calcaterra      | 111º                    |                         |                          |                         |
| Castorama             | Castorama                 | Castorama             | Navigare-Blue Storm     | Navigare-Blue Storm      | Navigare-Blue Storm     |                         |                          |                         |
| 71                    | Armand de Las Cuevas      | R 3ª                  | 151                     | Michele Coppolillo       | R 7ª                    |                         |                          |                         |
| 72                    | Laurent Desbiens          | R 12ª                 | 152                     | Massimo Strazzer         | R 11ª                   |                         |                          |                         |
| 73                    | Philippe Gaumont          | R 15ª                 | 153                     | Giuseppe Guerini         | 31º                     |                         |                          |                         |
| 74                    | Laurent Madouas           | 12º                   | 154                     | Aleksandr Šefer          | R 5ª                    |                         |                          |                         |
| 75                    | Emmanuel Magnien          | R 14ª                 | 155                     | Sauro Gallorini          | 82º                     |                         |                          |                         |
| 76                    | Stéphane Pétilleau        | FT 8ª                 | 156                     | Angelo Citracca          | R 16ª                   |                         |                          |                         |
| 77                    | François Simon            | 32º                   | 157                     | Andrea Vatteroni         | 77º                     |                         |                          |                         |
| 78                    | Gilles Talmant            | FT 8ª                 | 158                     | Vasilij Davidenko        | NP 17ª                  |                         |                          |                         |
| 79                    | Bruno Thibout             | 47º                   | 159                     | Francesco Secchiari      | 66º                     |                         |                          |                         |

### Legenda
| Legenda          | Legenda | Legenda        | Legenda                                                  |
| ---------------- | --- | -------------- | -------------------------------------------------------- |
| Dorsale          | Dorsale di partenza del ciclista | Posizione      | Posizione finale nella classifica generale               |
| Maglia rosa      | Indica il vincitore della classifica generale                                                                                        | Maglia verde   | Indica il vincitore della classifica dei GPM             |
| Maglia ciclamino | Indica il vincitore della classifica a punti                                                                                         | Maglia azzurra | Indica il vincitore della classifica intergiro           |
| NP               | Indica un ciclista che non è ripartito in una tappa la mattina                                                                       | R              | Indica un ciclista che si è ritirato in una tappa        |
| FTM              | Indica un ciclista che ha concluso una tappa fuori tempo, ossia ha impiegato più tempo rispetto a quanto stabilito dal tempo massimo | EX             | Corridore escluso per non aver rispettato il regolamento |

## Corridori per nazione
Le nazionalità rappresentate nella manifestazione sono 24; in tabella il numero dei ciclisti suddivisi per la propria nazione di appartenenza:
| Numero ciclisti | Nazione                                                                                       |
| --------------- | --------------------------------------------------------------------------------------------- |
| 88              | Italia                                                                                        |
| 29              | Spagna                                                                                        |
| 15              | Francia                                                                                       |
| 10              | Germania                                                                                      |
| 9               | Colombia                                                                                      |
| 6               | Portogallo, Svizzera                                                                          |
| 5               | Russia                                                                                        |
| 4               | Belgio, Danimarca, Paesi Bassi, Polonia                                                       |
| 2               | Australia, Kazakistan, Svezia                                                                 |
| 1               | Austria, Giappone, Lettonia, Norvegia, Rep. Ceca, Slovacchia, Stati Uniti, Ucraina, Venezuela |